# Operacija Alfa
Akcija Alfa je akcija Hrvatske vojske u sklopu drugog dijela napadne operacije Orkan '91. u zimu 1991. Trajala je od 26. do 29. prosinca 1991. i plan joj je bio osloboditi mjesta istočno i jugoistočno od Pakraca te nastaviti dalje prema Okučanima. Završila je porazom hrvatskih snaga, a stupanjem na snagu Sarajevskog primirja 3. siječnja 1992., daljnja djelovanja su prekinuta sve do Bljeska kada će biti oslobođena cijela zapadna Slavonija.

## Preduvjeti i planiranje akcije
Dana 11. prosinca 1991. hrvatske snage poduzimaju akciju za oslobođenje dijela Pakraca koji je pod okupacijom. Sa sjeverne strane 3. pakračka satnija 76. samostalnog pakračkog bataljuna oslobađa dio grada oko tvornice DIK Papuk i ulazi u dio okupiranog sela Kusonje, tzv. Šokačke Kusonje. S južne strane Pakraca, 2. satnija 76. bataljuna, postrojbe specijalne policije i Križevčani ulaze u okupirane dijelove grada Pakraca: Strossmayerovu ulicu, Ulica Klavarija, Ulicu kralja Tomislava, Gundulićevu ulicu, te dolaze do dječjeg vrtića na brežuljku Kalvarija iznad pakračke župne crkve. Isti dan hrvatske snage 2.bojne 104.brigade ulaze u dio grada Gavrinicu, ali se zbog jakog otpora i gubitaka u ljudstvu (poginuo je Miljenko Banić) povlače iz tog dijela grada. Ova mala akcija imala je za cilj primorati neprijatelja da koncentrira snage oko Gavrinice i sela Šeovica kako bi ga se oslabilo na liniji Kusonje - Dereza - Bučje i tako 123. požeškoj, 127. virovitičkoj i 136. slatinskoj brigadi HV olakšao prodor sa sjevera i istoka. 
Nakon uspješnih akcija na Papuku, na Badnjak, 24. prosinca 1991., 127. brigada oslobađa Donje, Srednje i Gornje Grahovljane. Istog dana, 4. badljevačka satnija 76. bataljuna pod zapovjedništvom Marijana Čapeka i postrojba MUP-a iz Poljane pod zapovjedništvom Đeme Paloša i 1.satnija 1.varaždinske bojne 104.brigade oslobađaju selo Derezu. 136., 127. i 123. brigada nastavljaju napad i bilježe nove uspjehe. Na Božić, 25. prosinca 1991., oslobođena su sela Dragović, Španovica, Kamenska, Mijači, Ožegovci, Popovci i Tisovac. Istog dana pripadnici 76. bataljuna, 57. samostalnog grubišnopoljskog bataljuna i 104. varaždinske brigade oslobađaju selo Kusonje, u kojem se dogodio pokolj hrvatskih branitelja. Na Štefanje, 26. prosinca oslobođeno je sjedište srpske pobune na pakračkom području, Bučje, u kojemu se nalazio zloglasni logor kroz koji je prošlo tristotinjak branitelja i civila. Taj dana oslobođena su i sela Branešci i Donja Šumetlica. Time je oslobođena cesta Pakrac - Požega i stvoreni su uvjeti za oslobađanje okupiranih dijelova grada Pakraca, Pakračkih vinograda i Gavrinice, te sela Brusnik, Kraguj, Šeovica i Japaga. Zapovjednik Operativne grupe Pakrac, pukovnik Josip Tomšić, još 24. prosinca 1991. naređuje pokretanje operacije Alfa, kojoj je cilj bio oslobođenje gore navedenih sela i dijelova grada, a u akciju se krenulo već 26. prosinca čim se stvoreni preduvjeti za njezino pokretanje. U isto vrijeme, 26. prosinca, u Kraguj dolazi pojačanje iz Srijemske Mitrovice, a isti dan u 16,00 iz Užica preko Doboja i Banje Luke u selo stiže bataljun JNA.

## Početak akcije
Već 26. prosinca u ranim jutarnjim satima, skupina dragovoljaca iz sastava 3. satnije 76. samostalnog bataljuna ojačana od 12 pripadnika zapovjedništva 1.bojne 104.brigade, ukupno 36 branitelja pod vodstvom Marijana Kulhavija - Foke i Stipe Hodaka, vrši izviđanje Pakračkih vinograda. Krenulo se od Požeške ceste (cesta Pakrac - Požega) u dvije skupine: prva skupina Ulicom sv. Roka, a druga Psunjskom ulicom. Skupine su se spojile iznad kapelice sv. Roka kod koje je izvješena hrvatska zastava. Nastavili su zajedno u pravcu kote 316 (vrh Pakračkih vinograda, tj. kraj Ulice 105. brigade). Kako nisu naišli na otpor, započeli su zaposjedanje ulica od od kote 316 prema Gavrinici. Preostala skupina od 7 branitelja počela se spuštati prema Gavrinici, Ulicom 105. brigade, prvenstveno s ciljem izviđanja. Na otpornu točku naišli su otprilike na križanju Ulica 105. i 103. brigade. U žestokom okršaju smrtno je stradao Željko Škrlin. Snage su se nakon toga vratile na polazne položaje. Tijekom poslijepodneva na ove položaje uvode se snage 2. pakračke satnije 76. bataljuna pod zapovjedništvom Drage Skalnika te 2. postrojbe varaždinske bojne 104. brigade.
U rano jutro 27. prosinca 1991. godine, ove snage su ojačane: još jednom satnijom varaždinske bojne 104. brigade, samostalnom satnijom iz Ludbrega i 3. satnijom 76. bataljuna.
Istog dana u 08:00, 2. i 3. satnija 76. bataljuna pod vodstvom Stipe Hodaka na pomoćnom pravcu zaposjedaju polazne položaje od Ulice 105. brigade, rubom šume Kalvarija, do kapelice sv. Vida na kraju ulice 103. brigade. Zadaća im je bila otkrivanje neprijateljskih položaja kako bi snage na glavnom pravcu precizno usmjerile napad.
Ludbreška satnija i grubišnopoljska bojna ostaju u šumi Brezici i u dijelu ulice 105. brigade na osiguranju lijevog boka snaga u napadu, očekujući uvođenje postrojbi 127. brigade koje imaju zadaću preko brda Čukur i šume Brezici osloboditi Brusnik i Lipovac te dalje napredovati preko planinarskog doma Omanovac, koji je bio dominantna točka na Psunju s kojeg se pruža pogled do Kutine pa i dalje, do sela Bijela Stijena na cesti Lipik - Okučani. Snage 104. brigade predvođene Fokom na glavnom pravcu napada, čekaju u ulici 105. brigade da neprijatelj otkrije položaj.
Snage na pomoćnom pravcu započinju napad, neprijateljske snage otkrivaju dobro utvrđene položaje. Tada se u borbu uvode glavne snage i preuzimaju inicijativu te u žestokom boju uz pomoć protuoklopnih sredstava neutraliziraju utvrđene položaje. glavne i pomoćne snage spajaju se na križanju Ulica 105. i 103. brigade te dalje napreduju i izbijaju na Gavrinicu, gdje probijaju neprijateljsku barikadu prema Pakracu. Tu im se pridružuju policajci koji su od jutra bezuspješno pokušavali probiti barikadu iz smjera Pakraca. Do noći, snage 104. brigade posjedaju položaje u Ulici Sedlar i gavrinicu, a 2. i 3. satnija 76. bataljuna posjedaju Šeovicu do raskršća (kota 181).
Istu večer oko 20,00, u Šeovicu, kao pojačanje, dolazi policijska smjena PU Bjelovar (oko 100 policajaca) koju dovodi policajac Stjepan Pupak.

## Neprijateljski protunapad
Oko 2:00 28. prosinca, stražari bude zapovjednika 3. satnije 76. bataljuna Stipu Hodaka i obavještavaju ga da se čuju tenkovi i kamioni iz pravca Planinarskog doma Omanovac. Brujanje se čulo do jutra, a u 06,00 počinje neprijateljski topnički napad na Pakrac i Prekopakru. Oko 08,00 u Šeovicu dolazi Foka s ostatkom 3. satnije s ciljem daljnjeg napredovanja u pravcu Bijele Stijene. Istovremeno, počinje žestoki neprijateljski protunapad na dostignute položaje hrvatskih snaga u Šeovici, Japagi i Gavrinici. Protunapad, potpomognut preciznom topničkom vatrom i oklopništvom, hrvatskim snagama nanosi značajne gubitke. Bilo je jasno da snage iz Grubišnog Polja i Ludbrega, dan ranije, nisu postigle zadani cilj, osiguranje lijevog boka napada i zaustavljanje prodiranja neprijatelja iz Kraguja. Zato je 104. brigada bila primorana vlastitim snagama 2.ivanečka bojna 104.br.HV zatvoriti lijevi bok jer je o tome ovisila sudbina cijele operacije. Zbog toga počinju izviđanje pravca novog napadnog cilja, prema Kraguju. Bojnik Sokač,zapovjednik 104. brigade, bio je na čelu kolone vojnih vozila s izviđačkim vodom. Zadaća izvidničkog voda bila je zapriječiti pravac na Kragujskom putu ,nakon toga uvesti čitavu satniju na položaje prema Kraguju i na taj način pokušati zatvoriti otkriven lijevi bok varaždincima, koji su dan prije zaposjeli Ulicu Sedlar u Šeovici i na taj način izvršili su svoju primljenu zapovijed zapovjednika operativne grupe Pakrac-Lipik brigadira Josipa Tomšića i generala Stipetića. Kod raskrižja Kragujski put -lijevo prema Šeovici,navedene snage predvođene bojnikom Sokačom upadaju u zasjedu i bivaju napadnute iz tenka,na žalost tu gine sam zapovjednik bojnik Ivan Sokač uz trojicu svojih branitelja. Naime, u međuvremenu je neprijatelj ojačan Užičkim bataljunom stacioniranim u Kraguju, dobio zapovijed da krene u napad prema Pakracu. Napad podržan tenkovima i nekolicinom oklopnih transportera, počeo je oko 09,00 i trajao je do 16,00 kada se stiglo do krajnje točke napada na Gavrinici. Pri napadu tenkovi su išli naprijed a uza njih, u potpori, pješaštvo. Artiljerijska potpora izvršena je minobacačima 120 i 82 mm s Omanovca. Napad je imao i jaku artiljerijsku podršku iz Čaglića.
Hrvatske snage bile su iznenađene ovim protuudarom neprijatelja, naročito napadom tenkova. Lijevi bok ostao je bez zaštite. Postrojbe 104. brigade koje su bile pred Šeovicom nisu uopće znale što im se događa iza leđa. U zadnji tren obaviještene su o dolasku tenkova iz Kraguja te su se povukle sigurno prema Pakracu. Postrojbe 76. bataljuna trpile su značajne gubitke u samom selu Šeovica. Jake snage nadirale su iz Kraguja, snažno topništvo koncentriralo je paljbu po vrhu napada. Umjesto napada, organizira se zbrinjavanje ranjenih i poginulih branitelja. Kao pojačanje u bitku na Gavrinici, gdje neprijatelj nadire tenkovima, uvodi se prateća satnija 76. bataljuna, koja je krajnjim naporom uspjela osigurati odstupnicu snagama u povlačenju koje su evakuirale ranjene i poginule branitelje. Pripadnici specijalne policije ručnim su bacačima nastojali pogoditi tenkove koji su vrlo vješto koristili zaklone od kuća i kanala. Nakon nekoliko neuspjelih pokušaja, njihovi su položaji otkriveni pa su bili prisiljeni na povlačenje. Naprijatelj je tijekom dana zauzeo sva područja koja je posjedovao prije početka akcije Alfa.

## Ponovni pokušaj zauzimanja Pakračkih vinograda
Nakon povlačenja hrvatskih snaga iz Šeovice i Gavrinice u Zapovjedništvu je odmah dogovoreno hitno zaposjedanje Pakračkih vinograda, položaja s kog se nadzire Kraguj i pedstavlja povoljan položaj za nastavak operacija oslobađanja teritorija.
Hrvatske snage koje su činile 76. pakrački i 55. bjelovarski bataljun te Protivdiverzantska satnija(tada PDČ) OZ Bjelovar, 29. prosinca 1991. krenule su u smjeru Pakračkih vinograda na izvršenje zadaće.
Prva je oko 06:30, još po mraku, krenula Protivdiverzantska satnija (oko 80 diverzanata). Predvodili su je zapovjednik desetine 2. voda 3. satnije 76. bataljuna Zdenko Hudorović i vojnici Stanislav Jurčak i Ivo Ljevaković. U ulici sv. Roka ponovo je stavljena zastava kod kapelice. Rubom šume napreduju prema prvim kućama i dolaze do kote 316. Od kapelice na razmaku oko 50 metara su ostavljali po jednog vojnika za osiguranje. Na prvog neprijateljskog vojnika naišli su na stotinjak metara od prvih kuća u Ulici 105. brigade. Nakon što su istog neutralizirali, zaposjedaju položaje oko kuća u Ulici 105. brigade. odmah je na njih otvorena paljba iz smjera šume ispod kote 316 te je ranjen jedan diverzant, kojeg su Jurčak i još trojica odnijeli prema Pakracu. Na dostignutim položajima ostalo ih oko 25 na osiguranju položaja do dolaska ostatka snaga. 
Oko 13:00 Foka dovodi glavne snage: 55. samostalni bataljun Bjelovar, pored kapelice sv. Roka, istim putem kojim su išli diverzanti. Foka vodi prethodnicu od 6 vojnika, stotinjak metara ispred glavnine snaga 55. bataljuna. 
Foka s prethodnicom prelazi prijevoj brda. Spuštaju se u dolinu desnog pritoka potoka Markovac. U tom trenutku na njih je otvorena neprijateljska paljba iz šume sjeveroistočno od njih. Kako su se nalazili na otvorenom, Foka je pogođen i puže do zaklona. Ostali Bjelovarčani, osim Davora Žignjara, pogibaju. Foka se javlja na vezu i objašnjava da je ranjen te traži pomoć. Izvješćuje da su ostali iz njegove skupine mrtvi. Nakon toga se 55. bataljun povukao nazad na polazne položaje u Ulici Kalvarija. Padom mraka i Protivdiverzanti su se niz potok Markovac, rubom šume Kalvarija, povukli iz Pakračkih vinograda.

## Zaključak
Hrvatske nage snage u akciji Alfa imale su 35 poginulih i 62 ranjenika vojnika, među kojima i zamjenik zapovjednika 76. samostalnog bataljuna Pakrac. 3. satnija 76. bataljuna imala je 7 poginulih i 38 ranjenih vojnika uključujući i teško ranjenog zapovjednika satnije Stipu Hodaka, čije je mjesto zapovjedništva preuzeo Antun Fričer - Tukša.
Izvođenje daljnjih oslobodilačkih operacija hrvatskih snaga prekinuto je potpisivanjem Sarajevskog primirja koje je stupilo na snagu 03. siječnja 1992. godine.

## Također pogledajte
- Bitka za Pakrac
- Napad na Pakrac
- Pokolj u Kusonjama 8. rujna 1991.
- Evakuacija bolnice u Pakracu
- Bitka za Batinjane
- Oslobađanje Lipika
- Stjepan Širac
- Ibrahim Abushaala – "Gadafi"
- Marijan Kulhavi – Foka